# تایگر تایسون
تایگر تایسون (انگلیسی: Tiger Tyson؛ زاده ۲۰ مهٔ ۱۹۷۷) یک بازیگر پورنوگرافی اهل ایالات متحده آمریکا است.